# استاتنت
استاتنت (انگلیسی: Statnett) شرکت برق نروژی است، که در سال ۱۹۹۲ تأسیس شد.